# Charles Harper Bennett
Charles Harper Bennett (1840 à Streatham - 18 mars 1927 à Sydney) est un photographe anglais qui a considérablement amélioré le procédé gélatino-argentique.
En 1878, il préconise de chauffer l'émulsion avant de l'appliquer sur le verre. L'augmentation de la sensibilité qui en résulte permet des prises de vue au 1/25 de seconde, ouvrant ainsi la voie à l'instantané.
Il fabrique et commercialise ensuite des plaques sèches de gélatine pour la photographie.
Pour montrer la sensibilité de l'émulsion, il photographia l'explosion de la tête d'une mule sur laquelle il avait placé de la dynamite dont le détonateur était synchronisé avec le déclenchement de l'obturateur.

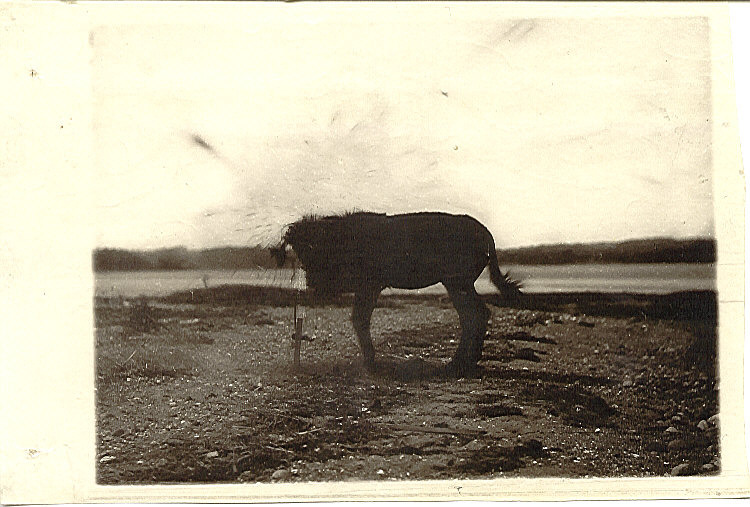
Une mule reste debout pendant que sa tête explose avec de la dynamite pour démontrer la vitesse de la photographie basée sur un nouveau procédé de plaque sèche à la gélatine de Charles Bennett. Une photographie prise le 6 juin 1881, publiée dans Scientific American le 24 septembre 1881.